# LaserSoft Imaging
Die LaserSoft Imaging AG ist ein Hersteller von Scanner- und Digitalkamera-Software. Sitz des Unternehmens ist Kiel, eine Niederlassung befindet sich in Sarasota, Florida.

## Geschichte
Das Unternehmen wurde im Jahr 1986 von dem Physiker und heutigem Vorstandsvorsitzenden Karl-Heinz Zahorsky gegründet. Frühe Unternehmensschwerpunkte waren Bildverarbeitung auf dem Apple Macintosh und Produkte wie Video-Digitizer, darunter Pixelogics „ProViz“ und Truvels „TrueScan“, der ersten professionellen Farbscanner für den Macintosh, der erstmals auf der Hannover Messe CeBIT 1988 gezeigt wurde.
1991 wurde LaserSoft Imaging als GmbH eingetragen und zog in eine große Reproanstalt ein, um die Integration von Farbreproduktion auf dem Desktop und die Anbindung der Chromacom Systeme an den Macintosh voranzutreiben.
Mit RipLink präsentierte das Unternehmen ein System, um Reprosysteme wie Hell, Scitex und Crosfield mit dem Macintosh zu verbinden. Die Distribution der Flachbettscanner war der Beginn der Entwicklung der High-End Scanner auf dem Desktop. Die Firma beriet Leaf, Canon, Sony, Seiko und andere zum Thema Desktop-High-End-Farbe und trieb die Weiterentwicklung von Photone-PrePress voran. 1994 begann das Unternehmen mit der Entwicklung von SilverFast, dessen erste Version auf der CeBIT 1995 präsentiert wurde. Das Unternehmen hat außerdem High-End-Scan-Software für alle bekannten Scanner unter Mac OSX und Microsoft Windows 2000, XP, Vista entwickelt. Die Heidelberg-High-End-Scanner Topaz, Tango, Nexscan und Chromagraph (3300 und 3400) können mit dieser Software auch auf aktuellen Betriebssystemen betrieben werden.
Im Jahr 2001 erfolgte die Umwandlung zu einer Aktiengesellschaft. Die Aktien befinden sich zu 100 % im Besitz des Gründers.
Im Jahr 2009 bescheinigte die Fogra LaserSoft Imagings IT8-Targets und das SilverFast Farbmanagement-System die volle Konformität zur ISO-Norm 12641. Ebenfalls 2009 wurde das HDRi-Rohdatenformat entwickelt. Es enthält neben den herkömmlichen Rohdaten mit den zusätzlichen Daten des Infrarot-Kanals alle lesbaren Bildinformationen zur späteren Bildbearbeitung.
Die Firma hat im Laufe der Zeit einige verbreitete Verfahren in den Bereichen Scanning und Bildbearbeitung implementiert. Hierzu gehören u. a.:
- Multi-Exposure (mit Auto-Alignment, Karl-Heinz Zahorsky, Patent-Nr.: EP 1744278, US 8,693,808)
- Auto-IT8 Kalibrierung (mit Barcode-Technologie, Karl-Heinz Zahorsky, Patent-Nr.: EP 1594301)
- ScanPilot
- ICC-Druckerkalibrierung
- GANE ® (Beseitigung von Bildstörungen aus Filmkörnung & Farbrauschen mit Feinkorrektur)
- HiRePP ® (High Resolution Picture Performance)
- NegaFix ® (Negativ zum farbgetreuen Positiv)
- PhotoProof ® (Ohne Rip farbverbindlich ausdrucken)
- PrinTao ® (Direkter Druck aller Bilder mit Bildbearbeitungs- und Layout-Funktion)
- SC2G ® (Selektive Farbe zu Grau)
- SCC ® (Selektive Farb-Korrektur)
- SRD ® (Staub- und Kratzerentfernung)
- iSRD ® (Staub- und Kratzerentfernung mit Infrarot-Technologie)
- Auto-Rahmen-Erkennung & Auto-Rahmen-Ausrichtung (für Flachbettscanner)
- HDRi (64Bit/32Bit Rohdaten-Format mit Infrarot-Kanal-Daten)
- ExpressScan (Karl-Heinz Zahorsky, Deutsches, EU- und US-Patent angemeldet)